# Gigabyte Technology

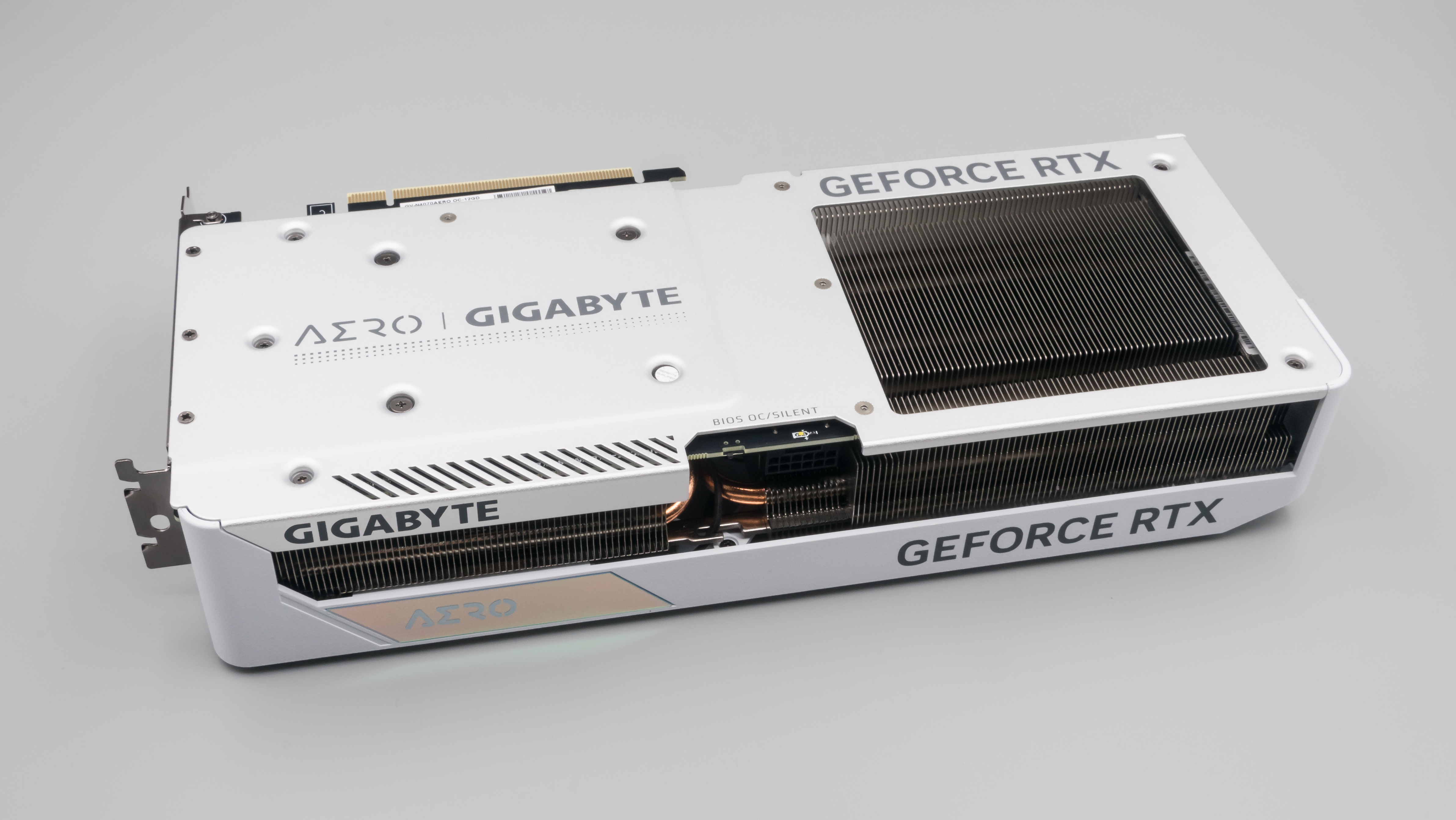
Karta graficzna Gigabyte RTX 4070 Aero

Gigabyte Technology Co., Ltd. – tajwańskie przedsiębiorstwo zajmujące się produkcją sprzętu komputerowego.
Przedsiębiorstwo powstało w 1986, jego obecnym prezesem jest Pei-Chen Yeh. Gigabyte jest producentem sprzętu komputerowego znanym głównie z produkcji płyt głównych oraz kart graficznych bazujących na GPU firm Nvidia i AMD. Gigabyte produkuje ponadto urządzenia peryferyjne do komputerów osobistych, notebooków i serwerów oraz urządzenia sieciowe.
W sprzedaży znajdują się płyty główne Gigabyte o bardzo dobrych możliwościach podkręcania fabrycznych parametrów – tzw. overclocking. Za osiągnięcia w swojej dziedzinie firma Gigabyte została nagrodzona Tajwańskim Symbolem Doskonałości.
Polski oddział Gigabyte mieści się we Wrocławiu i zatrudnia obecnie 42 osoby. Ośmioosobowy zespół pracuje tutaj nad rozwojem marki oraz promocją brandu płyt głównych i kart graficznych w Polsce, krajach bałtyckich (Litwa, Łotwa, Estonia) oraz na Ukrainie. Strukturę wrocławskiego biura tworzą działy sprzedaży, dział marketingu i PR oraz pomoc techniczna. We Wrocławiu mieści się również centrum serwisowe Gigabyte.